# بیل سفیر کبیر
بیل سفیر کبیر (انگلیسی: Ambassador Bill) یک فیلم کمدی آمریکایی به کارگردانی سام تیلور است که در سال ۱۹۳۱ منتشر شد.

## بازیگران
- ویل راجرز
- مارگریت چرچیل
- گرتا نیسن
- ری میلند
- گوستاو فون زیفرتیتس
- آرنولد کورف
- ادوین ماکسول
- تام ریکتس
- بن ترپین
- توشیا موری
- ادموند مورتیمر
- پل پانزر
- لان پاف